# Johan Henrik Knuth
Johan Heinrich "Henrik" lensgreve Knuth (22. august 1746 – 12. juli 1802 i København) var en dansk godsejer, gehejmeråd, stiftamtmand og kammerherre.
Han var søn af Eggert Christopher Knuth og Marguerite Maurice Francoise de Monteleone (1723-1752), blev kammerherre 1772, Hvid Ridder 1777 og gesandt ved det kursachsiske hof 1780. 1776 overtog han grevskabet Knuthenborg og grevskabet Gyldensteen. 1790 blev han gehejmeråd.
Han var stiftamtmand over Sjællands Stift og Færøerne 26. maj 1790, hvilket han var til sin død. Han blev desuden amtmand over Roskilde Amt 27. maj 1796 og sad i dette embede til udgangen af 1799. 18. december 1799 blev Knuth udnævnt til amtmand i Københavns Amt med tiltrædelse 1. januar 1800.
26. februar 1772 ægtede han i Dresden Constance Alexandrine rigsgrevinde von Cosel (2. januar 1756 i Dresden – 12. marts 1804 i København), men havde kun tre døtre i dette ægteskab. Derfor efterfulgte hans broder, baron Frederik Knuth, ham i besiddelsen af grevskaberne.